# Johann Jakob Keller (Bildhauer)
Johann Jakob Keller (* 5. September 1665 in Basel; † im November 1747 ebenda) war ein Schweizer Kunstschreiner und Bildhauer.

## Leben und Wirken

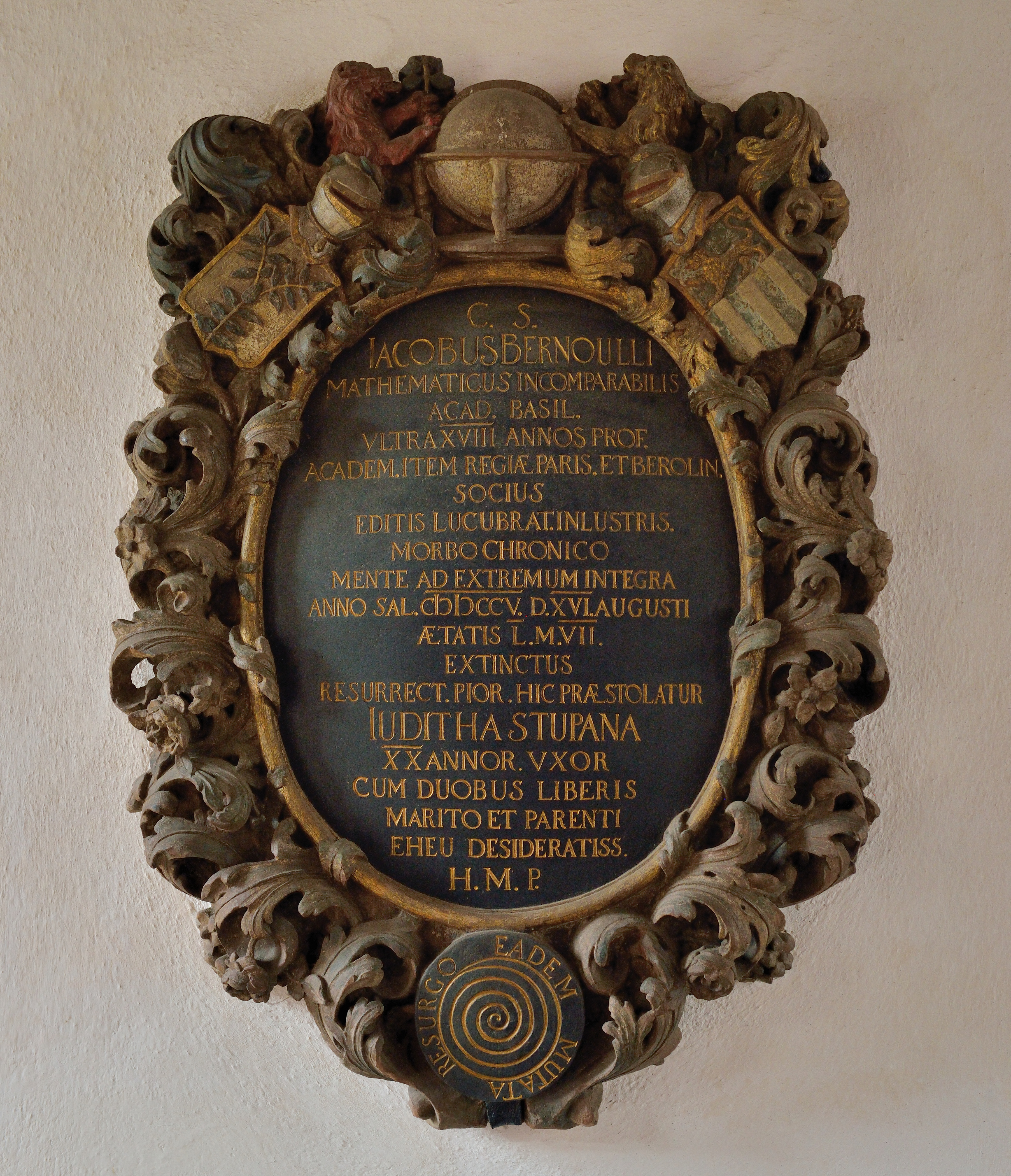
Johann Jakob Keller: Epitaph für den Mathematiker Jakob I Bernoulli, im Kreuzgang des Basler Münsters

Nach einer Schreinerlehre bei seinem Vater Johann Heinrich Keller unternahm Johann Jakob Keller eine Gesellenwanderung, die ihn durch Deutschland, Italien und Frankreich führte. Mitte der 1680er-Jahre hielt er sich längere Zeit in Versailles auf, wo er möglicherweise am plastischen Schmuck des Schlosses und der Gartenanlagen mitarbeitete. 1688 schuf er Schnitzereien an einer älteren Orgel in der Kirche St. Leonhard in Basel. 1691 liess er sich definitiv in Basel nieder und eröffnete eine eigene Bildhauerwerkstatt. 1692 schuf er einen Orgelprospekt für die Peterskirche in Basel. Von 1695 bis 1698 war er als Modelleur und Experte für plastische Arbeiten in Stein und Holz am Neubau des Zürcher Rathauses beteiligt. 1722 wurde er mit Schnitzereien an einem Fass im Basler Ratskeller beauftragt (heute im Historischen Museum Basel). Zu seinem Œuvre gehören überdies eine Reihe von Epitaphien in Basler Kirchen, darunter jenes für Jakob I Bernoulli. Sein Sohn Johann Heinrich II. Keller (geb. 1692 in Zürich, gest. 1756 in Den Haag) war Kunstmaler.